# Slatina (gmina)
Slatina – gmina w Rumunii, w okręgu Suczawa. Obejmuje miejscowości Slatina, Găinești i Herla. W 2011 roku liczyła 4821 mieszkańców.